# Metro (漫画)
『metro』（メトロ）は、石川チカ原作による日本の漫画。『WEBコミック EDEN』（マッグガーデン）にて連載。単行本は全4巻。2015年にはドラマCD化もされた。連載は一旦終了したが、2016年から続編『metro ex』を連載、単行本は全2巻。
内容はほとんどが一話完結であり、東京都通交局・地下鉄江戸線「杜下」駅で働く潮見、月島と二人の上司・佃を中心とする職員の一大騒動記を描く。
ドラマCDは、ドラマCD付き4巻初回限定版と「metro一駅目」の２種類。スタッフは脚本：細川徹、音響監督：菊田浩巳。

## 登場人物

### 「杜下駅」係員室駅員
潮見（しおみ）
声：櫻井孝宏
自ら志願して東京都通交局に就職して、あこがれの杜下駅係員室で働ける事になったが、実は非鉄（鉄道好きではない）で、よく乗り物酔いをする体質。同期入社で相棒の月島いわく「個性の薄い奴」。
大学時代は建設学科で、そもそも杜下駅を志望したのは駅の漏水対策と地下鉄駅の構造に興味を持ち、それを趣味にした変り者である（彼が言うには杜下駅が最も雑で汚いからやりがいがあるらしい）。最初に「漏水問題」趣味で訪問した杜下駅でも月島や佃と出会っている。特技は「漏水対策」テープでオブジェをつくること。
実家（通勤元）では母と暮らしている。佃から宿直の話が出た時、母から離れて寝られるか心配したほどのマザコン。若い女性よりも熟女好き。
月島（つきしま）
声：神谷浩史
潮見と同期入社した同僚にして相棒である。最初の出会いは最悪（就任前と初訪問の時両方とも）で、潮見に「変態」扱いされていたが、一緒に仕事をして行くうちに少しずつだが理解できるようになった。潮見とは違い、鉄道マニアで性的に嗜好をとらえる事が多い。時刻表を命と思っている。朝起きると、かなりひげが生えている。
極度の女性恐怖症で、生身の女性が苦手らしい。その反面、汚物、虫などの類は平気。
他には酒と兄、日光が苦手である（日焼けしやすい体質）。兄弟は兄の他、姉と妹がいるらしい。
佃　孝太郎（つくだ こうたろう）
声：福山潤
潮見と月島の上司で主任にあたる。月島と同じく鉄道マニア。
妻帯者・子持ち、妻は彼と同じく駅員だった。息子に「鉄」と名付け、鉄道趣味を注入している。
眼鏡を掛けていて普段は優しいが怒ると怖い。
恵子（けいこ）
声：遠藤綾
佃いわく「家族の一員」で「ハイパー駅長」なマルチーズ。杜下駅のアイドルで、佃とは長い付き合い。
佃が入社したての頃、コインロッカーで捨てられていた処を拾われ、そのまま駅の犬にした。
犬の（非公認）駅長だが、佃たちに「さん」づけで呼ばれている。
怒ると野生が出て、容赦なくかみつく。年寄り扱いされるのを嫌う。

### その他
弁天（べんてん）
声：小野大輔
東京都通交局・保線作業員軌工管の職員。佃を溺愛するほどの薔薇族（ばらぞく）で、佃が入社した時から目を付けていた。その為、佃の妻とは恋人時代からの恋敵で、当時から犬猿の仲であった（佃夫人いわく「変人」）。
普段はソフトタッチであるが、職務中は「作業の鬼」と化す。
保線用語を会話に使う事が多い。月島の事は二番目に好きだが、潮見とは気が合わない事が多い。潮見のことを「ピーチボーイ」と呼ぶ。
火災事故が怖いからか、夏服を着る事はない。
月島・兄
声：中村悠一
弟の月島を溺愛しているため、都交調査官（係長）として抜き打ち調査して（面が割れて兄とばれて）月島に無礼な態度をされても、大目に見ている。だが、鉄道趣味と発明のよこどりを巡って、月島には嫌われている。
ブラコンこじらせ、江戸線本社に転勤。
でんのる
東京都通交局のマスコットキャラクター。モデルは東京都交通局の「みんくる」。
潮見は「尻太郎」と呼んで愚弄して、佃の怒りを買った。
大悶駅長（だいもんえきちょう）
佃と月島が敬愛するほどの鉄道好きな駅長。入院中の2週間、佃がピンチヒッターを務めた事があった。
1～4巻まで名前だけで、作中には描かれていない。
佃・妻
大悶駅長と同じく作中には登場しないが、存在は認識されている。
前述の通り、弁天とは犬猿の仲である。
石川（いしかわ）
この漫画の作者。ウサギの恰好で「あとがき」に登場している。
花園（はなぞの）
「ex」からの登場。統括駅長で、通称「鬼」。各駅員たちに恐れらている。